# غامفيك
غامفيك (بالنرويجية: Gamvik)‏ هي بلدية في مقاطعة فينمارك، النرويج. المركز الإداري للبلدية هي قرية ميهامن. القرى الأخرى الرئيسية في البلدية هي غامفيك وشونيس. غامفيك هي واحدة من أفقر وأكثر البلديات غير المطورة في النرويج.

## المناخ
يظهر الجدول التالي التغييرات المناخية على مدار السنة لغامفيك:
| البيانات المناخية لـغامفيك                 | البيانات المناخية لـغامفيك | البيانات المناخية لـغامفيك | البيانات المناخية لـغامفيك | البيانات المناخية لـغامفيك | البيانات المناخية لـغامفيك | البيانات المناخية لـغامفيك | البيانات المناخية لـغامفيك | البيانات المناخية لـغامفيك | البيانات المناخية لـغامفيك | البيانات المناخية لـغامفيك | البيانات المناخية لـغامفيك | البيانات المناخية لـغامفيك | البيانات المناخية لـغامفيك |
| الشهر                                      | يناير                      | فبراير                     | مارس                       | أبريل                      | مايو                       | يونيو                      | يوليو                      | أغسطس                      | سبتمبر                     | أكتوبر                     | نوفمبر                     | ديسمبر                     | المعدل السنوي              |
| ------------------------------------------ | -------------------------- | -------------------------- | -------------------------- | -------------------------- | -------------------------- | -------------------------- | -------------------------- | -------------------------- | -------------------------- | -------------------------- | -------------------------- | -------------------------- | -------------------------- |
| متوسط درجة الحرارة الكبرى °م (°ف)          | −1.9 (28.6)                | −2.0 (28.4)                | −1.1 (30.0)                | 1.0 (33.8)                 | 4.7 (40.5)                 | 8.7 (47.7)                 | 11.9 (53.4)                | 11.3 (52.3)                | 8.7 (47.7)                 | 4.3 (39.7)                 | 1.2 (34.2)                 | −0.8 (30.6)                | 3.8 (38.8)                 |
| المتوسط اليومي °م (°ف)                     | −4.4 (24.1)                | −4.5 (23.9)                | −3.1 (26.4)                | −0.8 (30.6)                | 2.8 (37.0)                 | 6.3 (43.3)                 | 9.3 (48.7)                 | 9.2 (48.6)                 | 6.7 (44.1)                 | 2.5 (36.5)                 | −0.9 (30.4)                | −3.2 (26.2)                | 1.7 (35.1)                 |
| متوسط درجة الحرارة الصغرى °م (°ف)          | −7.3 (18.9)                | −7.4 (18.7)                | −5.8 (21.6)                | −3.2 (26.2)                | 0.8 (33.4)                 | 4.3 (39.7)                 | 7.3 (45.1)                 | 7.2 (45.0)                 | 4.7 (40.5)                 | 0.3 (32.5)                 | −3.4 (25.9)                | −5.9 (21.4)                | −0.7 (30.7)                |
| الهطول مم (إنش)                            | 47 (1.9)                   | 37 (1.5)                   | 35 (1.4)                   | 34 (1.3)                   | 36 (1.4)                   | 37 (1.5)                   | 45 (1.8)                   | 46 (1.8)                   | 53 (2.1)                   | 67 (2.6)                   | 56 (2.2)                   | 46 (1.8)                   | 539 (21.2)                 |
| متوسط أيام هطول الأمطار (≥ 1 mm)           | 13.2                       | 10.7                       | 10.5                       | 10.0                       | 9.5                        | 9.4                        | 9.1                        | 10.4                       | 13.4                       | 15.7                       | 14.4                       | 13.8                       | 140.1                      |
| المصدر: Norwegian Meteorological Institute |                            |                            |                            |                            |                            |                            |                            |                            |                            |                            |                            |                            |                            |